# Analytisches Urteil
In der Philosophie wird von einem analytischen Urteil bzw. einem analytischen Satz gesprochen, wenn die Wahrheit oder Falschheit des Urteils bzw. Satzes bereits durch eine Analyse der darin vorkommenden Begriffe bzw. ihrer intensionalen Merkmale bestimmt ist. So ist insbesondere ein Urteil analytisch wahr, das einem Begriff eines seiner Merkmale zuspricht, etwa „Alle Körper sind ausgedehnt“. Die Unterscheidung analytischer und synthetischer Urteile stammt aus der Transzendentalphilosophie Immanuel Kants, der Sache nach ist der Begriff der analytischen Urteile bedeutend älter. In der analytischen Philosophie wurde die Unterscheidung in Anlehnung an Ludwig Wittgensteins und Rudolf Carnaps früher Arbeit erneut prominent, dann jedoch vor allem von Willard Van Orman Quine kritisiert.

## Analytische Urteile bei Kant

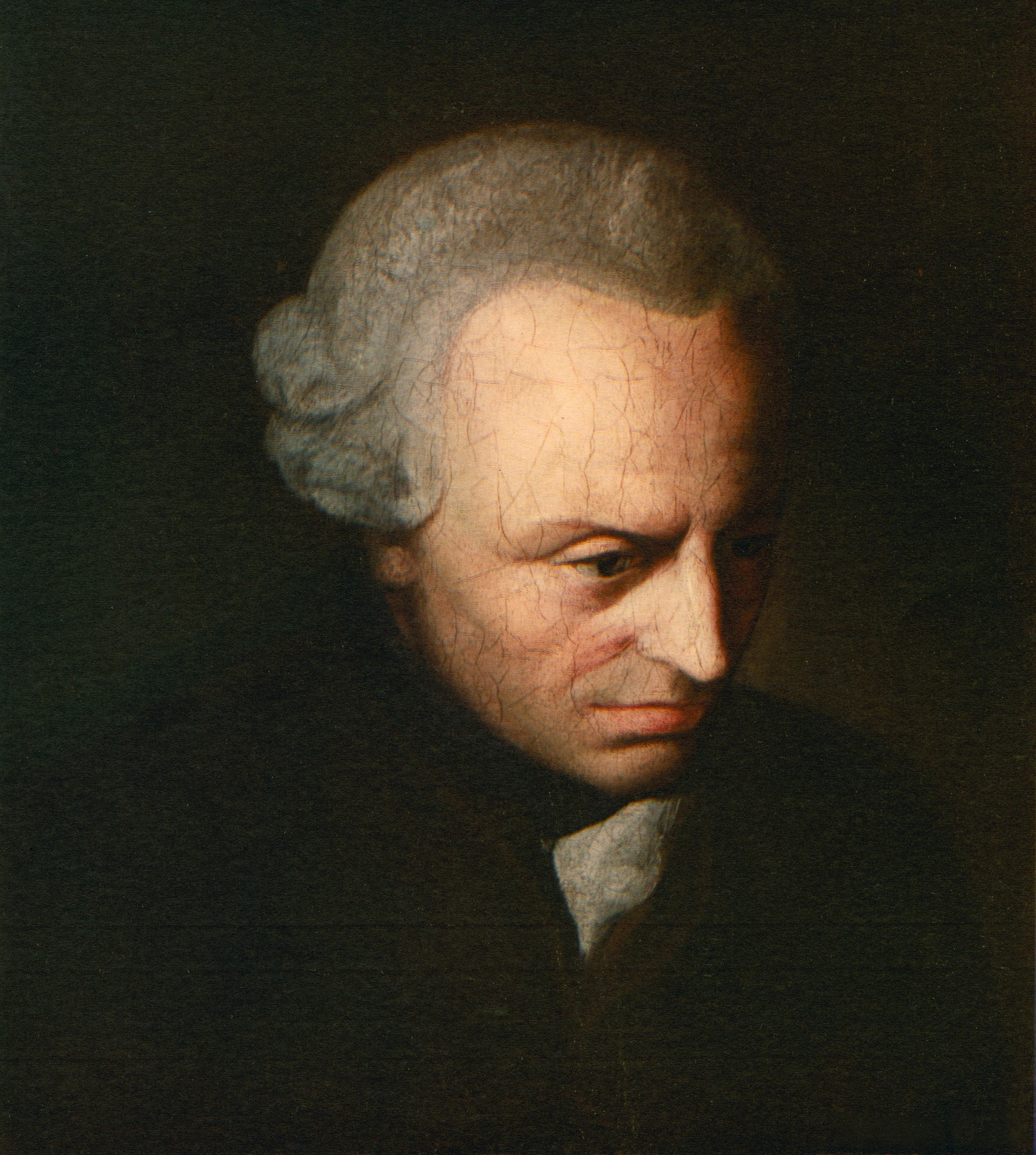
In Kants Erkenntnistheorie spielt die Idee analytischer Urteile eine zentrale Rolle.

Bei Kant spielt die Rede von analytischen Urteilen im Kontext der Gegenüberstellungen von analytisch – synthetisch und a priori – a posteriori eine zentrale Rolle. Analytische Urteile sind a priori wahr, da sich ihre Wahrheit aus der Bedeutung der Begriffe ergibt. Man lernt daher aus ihnen nichts wirklich Neues, weshalb Kant sie auch als „Erläuterungsurteile“ bezeichnet. Im Gegensatz dazu sind synthetische Urteile erkenntniserweiternd (sog. „Erweiterungsurteile“) und in ihrer apriorischen Form das zentrale Thema von Kants Erkenntnistheorie, deren berühmte Leitfrage lautet: „Wie sind synthetische Urteile a priori möglich?“.
Ein Beispiel für ein analytisches Urteil wäre folgendes: „Alle Junggesellen sind unverheiratet.“
Die Eigenschaft, unverheiratet zu sein, ist bereits in dem Begriff „Junggeselle“ impliziert. Man fügt dem Begriff also nichts Neues hinzu. Ein synthetisches Urteil wäre beispielsweise: „Alle Raben sind schwarz.“ Durch den Begriff des Raben ist nämlich noch nicht ausgeschlossen, dass es auch etwa weiße Raben gibt.

## Die analytische Philosophie
In der frühen analytischen Philosophie, insbesondere im Wiener Kreis, galten analytische Sätze als das eigentliche Thema der Philosophie. Es wurde behauptet, dass empirische Sätze von den Naturwissenschaften formuliert würden. Die einzigen wahrheitsfähigen nichtempirischen Sätze seien begriffliche Wahrheiten, die durch analytische Sätze formuliert würden. Alle Sätze, die keine analytischen Sätze und auch nicht empirisch überprüfbar sind, waren nach Ansicht der frühen analytischen Philosophie sinnlos. Diese Überzeugung führte dazu, dass weite Teile der klassischen Metaphysik als sinnlos betrachtet wurden.
Ein Problem dieser Position ist, dass die Behauptung, dass alle sinnvollen Sätze empirisch oder analytisch sein müssen, selbst ein nicht-empirischer und nicht-analytischer Satz ist.

## Gegenwartsphilosophie
Die gegenwärtige Debatte über das Analytische ist geprägt durch den 1951 veröffentlichten Aufsatz Two Dogmas of Empiricism (dt. Zwei Dogmen des Empirismus) von Willard Van Orman Quine. Quine griff in diesem Aufsatz die Unterscheidung zwischen analytischen und synthetischen Sätzen als letztlich unhaltbares Dogma an. Auch wenn Quines generelle Argumentation heute von vielen anerkannt wird, wird doch meist zumindest heuristisch an der Unterscheidung zwischen analytischen und synthetischen Sätzen festgehalten. Eine neuere Verteidigung dieses Vorgehens findet sich etwa bei Olaf Müller.